# Nuțeni, Harghita
Nuțeni este un sat în comuna Gălăuțaș din județul Harghita, Transilvania, România.
 Acest articol despre o localitate din județul Harghita este deocamdată un ciot. Puteți ajuta Wikipedia prin completarea lui.